# Schizeilema
Schizeilema es un género de plantas herbáceas perteneciente a la familia de las apiáceas.Comprende 21 especies descritas y de estas, las 21 en discusión.

## Taxonomía
El género fue descrito por (Hook.f.) Domin y publicado en Botanische Jahrbücher für Systematik, Pflanzengeschichte und Pflanzengeographie 40: 573. 1908. La especie tipo es: Schizeilema reniforme Domin	

## Especies
A continuación se brinda un listado de las especies del género Schizeilema aceptadas hasta septiembre de 2012, ordenadas alfabéticamente. Para cada una se indica el nombre binomial seguido del autor, abreviado según las convenciones y usos.
- Schizeilema allanii Cheeseman
- Schizeilema allanii Petrie
- Schizeilema cockaynei Cheeseman
- Schizeilema colensoi Domin
- Schizeilema cuneifolia (F.Muell.) M.Hiroe
- Schizeilema cyanopetalum Domin
- Schizeilema elegans (Colenso) M.Hiroe
- Schizeilema exiguum Domin
- Schizeilema fragosea (F.Muell.) Domin
- Schizeilema fragoseum Domin
- Schizeilema haastii Domin
- Schizeilema hookerianum Domin
- Schizeilema hydrocotyleoides Domin
- Schizeilema muelleri Domin
- Schizeilema nitens Domin
- Schizeilema pallidum Domin
- Schizeilema ranunculus Domin
- Schizeilema reniforme Domin
- Schizeilema roughii Domin
- Schizeilema trifoliolatum Domin
- Schizeilema trilobatum Domin